# Standardization Agreement
Standardization Agreement (abreviado para STANAG), em português "Acordo de Padronização", na OTAN define processos, procedimentos, termos e condições para procedimentos ou equipamentos militares ou técnicos comuns entre os países membros da aliança. Cada estado da OTAN ratifica um STANAG e o implementa em suas próprias forças armadas. O objetivo é fornecer procedimentos operacionais e administrativos comuns e logística, para que as forças armadas de uma nação membro possam usar as provisões e o apoio das forças armadas de outro membro.
Os STANAGs também constituem a base para a interoperabilidade técnica entre uma ampla variedade de sistemas de comunicação e informação (CIS) essenciais para as operações da OTAN e dos Aliados. A "Allied Data Publication 34" (ADatP-34) da "NATO Interoperability Standards and Profiles", que é coberto pelo STANAG 5524, mantém um catálogo de padrões de tecnologia de informação e comunicação relevantes.
Os STANAGs são publicados em inglês e francês, as duas línguas oficiais da OTAN, pelo NATO Standardization Office (NSO) em Bruxelas.
Entre as centenas de acordos de padronização (o total em abril de 2019 era de 1 184 STANAGs e publicações de doutrina) estão aqueles para calibres de munições para armas pequenas, marcações de mapas, procedimentos de comunicação e classificação de pontes.

## Lista parcial de STANAGs
- STANAG 1008 (Edição 9, 24 de agosto de 2004): Características dos Sistemas de Energia Elétrica de Bordo em Navios de Guerra das Marinhas do Tratado do Atlântico Norte
- STANAG 1022 (Edição 6): Cartas de Combate, Cartas Anfíbias e Cartas de Combate / Landing
- STANAG 1034 (Edição 17, 24 de maio de 2005): Apoio de tiroteio naval aliado (ATP-4 (E))
- STANAG 1040 (Edição 23, 16 de dezembro de 2004): Cooperação Naval e Orientação para Navegação (NCAGS) (ATP-2 (B) Vol. 1)
- STANAG 1041 (Edição 16, 29 de março de 2001): Direção Evasiva Antissubmarino (ATP-3 (B))
- STANAG 1052 (Edição 32, 12 de julho de 2006): Manual de Exercício Submarino e Antissubmarino Aliado (AXP-01 (D))
- STANAG 1059 (Edição 8, 19 de fevereiro de 2004): Cartas Distintivas Nacionais para Uso pelas Forças Armadas da OTAN
- STANAG 1063 (Edição 18): Exercícios de Comunicações Navais Aliadas (AXP-3 (C) MXP-3 (C))
- STANAG 1236 (Edição 3, 2 de novembro de 2010): Indicadores de Glide Slope para Operações de Helicópteros de Navios da OTAN
- STANAG 1472 (Edição 1, 7 de setembro de 2011): Exibições de status de convés de voo compatíveis com NVD em navios individuais
- STANAG 2003 (Edição 6): Relatórios de patrulha
- STANAG 2014 (Edição 7): Planos de Operações, Ordens de Aviso e Ordens Administrativas / Logísticas
- STANAG 2019 (Edição 6, 24 de maio de 2011): Simbologia Militar Conjunta da OTAN - Símbolos Militares da OTAN para Sistemas Baseados em Terra (APP-6)
- STANAG 2021 Classificação de Carga Militar de Pontes, Balsas e Veículos Relatórios de inteligência STANAG 2022
- STANAG 2033 Interrogatório de Prisioneiros de Guerra (PW)
- STANAG 2041 (Edição 4): Ordens de operações, tabelas e gráficos para movimentação de estradas
- STANAG 2044 (Edição 5): Procedimentos para Lidar com Prisioneiros de Guerra Riscos radiológicos STANAG 2083
- STANAG 2084 (Edição 5): Manuseio e Relatório de Equipamentos e Documentos Inimigos Capturados
- STANAG 2085 Polícia Militar Combinada da OTAN[5]
- STANAG 2087 Emprego Médico de Transporte Aéreo na Área de Avanço
- STANAG 2097 (Edição 6): Nomenclatura e Classificação de Equipamentos
- STANAG 2116 - este STANAG cobre, entre outros assuntos, comparações de classificação oficial da OTAN cobrindo Classes e insígnias da OTAN
- STANAG 2138 (Edição 4, maio de 1996): Princípios e procedimentos para julgamento de tropas - Vestuário de combate e equipamento pessoal
- STANAG 2143 (Edição 4): Reconhecimento de Artilharia Explosiva / Eliminação de Artilharia Explosiva
- STANAG 2149 (Edição 3): Solicitação de Inteligência Regulamentos STANAG 2154 para Movimento de Veículos Motores Militares por Estrada
- STANAG 2175 (Edição 3): Classificação e designação de vagões planos adequados para o transporte de equipamento militar
- STANAG 2310 7,62×51 mm A OTAN adotou na década de 1950 como o cartucho de rifle de infantaria padrão (7,62 mm) até a década de 1980[6]
- STANAG 2324 A adoção do US MIL-STD-1913 "trilho Picatinny" como a montagem de mira óptica e eletrônica padrão da OTAN e trilho acessório padrão (cancelado). Veja também 4694.
- STANAG 2345 (Edição 3, 13 de fevereiro de 2003): Avaliação e controle da exposição do pessoal a campos de radiofrequência - 3 kHz a 300 GHz
- STANAG 2389 (Edição 1): Padrões mínimos de proficiência para pessoal treinado no descarte de material bélico explosivo
- STANAG 2404 (Rascunho): Operações Conjuntas Antiblindagem
- STANAG 2433 (publicado em janeiro de 2005): Os dados de inteligência da inteligência militar
- STANAG 2525 Doutrina Conjunta Aliada para Comunicações e Sistemas de Informação
- STANAG 2604 (edição 3, 14 de agosto de 1992): Sistemas de freio entre tratores, reboque de barra de tração e combinações de equipamento de semirreboque para uso militar
- STANAG 2805 Requisitos de flutuação e de flutuação para veículos terrestres de combate e apoio
- STANAG 2832 (Edição 2): Restrições para o Transporte de Equipamento Militar por Ferrovia nas Ferrovias Europeias
- STANAG 2834 (Edição 2): A Operação do Centro de Informações Técnicas para Descarte de Artilharia Explosiva (EODTIC)
- STANAG 2866 Efeitos médicos da radiação ionizante no pessoal
- STANAG 2868 (Edição 4): Doutrina Tática da Força Terrestre (ATP-35 (A))
- STANAG 2873 Operações de Suporte Médico em um Ambiente NBC
- STANAG 2889 (Edição 3): Marcação de áreas perigosas e rotas através delas
- STANAG 2895 Condições climáticas extremas e condições derivadas para uso na definição de critérios de projeto / teste para material das forças da OTAN
- STANAG 2920 A adoção de padrões para níveis de proteção balística e testes
- STANAG 2931 Marcações distintas e camuflagem de instalações médicas e plataformas de evacuação[7]
- STANAG 2937 Sobrevivência, Emergência e Rações de Combate Individual - valores nutricionais e embalagem
- STANAG 2961 Classes de abastecimento das forças terrestres da OTAN
- STANAG 2984 NÍVEIS GRADUADOS DE AMEAÇAS QUÍMICAS, BIOLÓGICAS, RADIOLÓGICAS E NUCLEARES E MEDIDAS DE PROTEÇÃO ASSOCIADAS
- STANAG 2999 (Edição 1): Uso de Helicópteros em Operações Terrestres (ATP-49)
- STANAG 3011 Protocolo de Aplicações de Extensão de Alcance Conjunta (JREAP), um protocolo de Enlace de Dados Táticos (TDL)
- STANAG 3117 Sinais de Marshalling de Aeronaves
- STANAG 3150 Sistema Uniforme de Classificação de Fornecimento
- STANAG 3151 Sistema Uniforme de Item de Identificação de Fornecimento
- STANAG 3277 (Edição 6): Solicitação de Reconhecimento Aéreo / Formulário de Tarefa
- STANAG 3350 Padrão de vídeo analógico para aplicações de sistemas de aeronaves
- STANAG 3377 Formulários de Relatório de Inteligência de Reconhecimento Aéreo
- STANAG 3497 (Edição 1): Treinamento Aeromédico de Tripulação em Equipamentos e Procedimentos NBC da Tripulação Aérea
- STANAG 3585 (Edição 6): munição de 20 mm e link para armas de aeronaves
- STANAG 3596 Guia de Solicitação de Reconhecimento Aéreo e Relatório de Alvos
- STANAG 3680 AAP-6 Glossário de Termos e Definições da OTAN
- STANAG 3700 (Edição 4): Doutrina Aérea Tática da OTAN (ATP-33 (B))
- STANAG 3736 (Edição 8): Operações de Apoio Aéreo Ofensivo (ATP-27 (B))
- STANAG 3797 (27 de abril de 2009) QUALIFICAÇÕES MÍNIMAS PARA CONTROLADORES DE AR DIANTEIRO E OPERADORES DE LASER EM SUPORTE A CONTROLADORES DE AR DIANTEIROS[8]
- STANAG 3805 (Edição 4): Doutrina e Procedimentos para Controle do Espaço Aéreo em Tempo de Crise e Guerra (ATP-40 (A))
- STANAG 3820 (Edição 3): 27×145mm (Mauser BK-27) munição de canhão de aeronaves e link
- STANAG 3838 MIL-STD-1553, características mecânicas, elétricas e funcionais de um barramento de dados serial
- STANAG 3880 (Edição 2): Operações Aéreas Contra (ATP-42 (B))
- STANAG 3910 Transmissão de Dados de Alta Velocidade sob STANAG 3838 ou Controle Equivalente de Fibra Ótica - barramento de dados MIL-STD-1553B de 1 Mbit/s aumentado por um canal de 20 Mbit/s, Ótico ou Elétrico, de Alta Velocidade (HS). Revisado pela prEN 3910, que permanece provisória.[9] Versão ótica implementada (como EFAbus) no Eurofighter Typhoon (EF2000)) e elétrica (como EN 3910) no Dassault Rafale.
- STANAG 4007 (Edição 2, 31 de maio de 1996): Conectores elétricos entre motores principais, reboques e artilharia rebocada
- STANAG 4082 (Edição 2, 28 de maio de 1969): Adoção de uma Mensagem Meteorológica de Computador de Artilharia Padrão (METCM)
- STANAG 4090 9×19mm A OTAN adotou como munição padrão para armas pequenas (9 mm)[6]
- STANAG 4101 (Edição 2, 21 de fevereiro de 2000): Acessórios de reboque
- STANAG 4107 (Edição 7, agosto de 2006): Aceitação mútua de garantia de qualidade do governo e uso das publicações de garantia de qualidade aliadas
- STANAG 4140 (Edição 2, 28 de maio de 2001): Adoção de uma Mensagem Meteorológica de Aquisição de Alvo Padrão (METTA)
- STANAG 4119 (Edição 2, 5 de fevereiro de 2007): Adoção de um formato de tabela de tiro de artilharia de canhão padrão)
- STANAG 4172 A adoção do cartucho OTAN 5,56×45mm como a câmara padrão de todos os rifles de serviço da OTAN[6][10][11]
- STANAG 4184 (Edição 3, 27 de novembro de 1998): Sistema de aterrissagem por micro-ondas (MLS)
- STANAG 4203 Padrões técnicos para equipamento de rádio HF de canal único
- STANAG 4222 (Edição 1, 14 de março de 1990): Especificação padrão para representação digital de parâmetros de dados de bordo
- STANAG 4232 Interoperabilidade digital entre terminais táticos de comunicações via satélite SHF
- STANAG 4233 Interoperabilidade digital entre terminais táticos de comunicações via satélite EHF
- STANAG 4285 Características dos MODEMs de tom único 1200/2400/3600 bit / s para links de rádio HF
- STANAG 4355 (Edição 3, 17 de abril de 2009): Modelo de Trajetória de Massa Pontual Modificado Procedimentos de teste ambiental STANAG 4370
- STANAG 4381 (Edição 1, 8 de julho de 1994): Sistemas de iluminação de blackout para veículos terrestres táticos
- STANAG 4383 12,7×99mm A OTAN adotou como munição padrão para armas pequenas (12,7 mm)[6]
- STANAG 4395 (Edição 2, 10 de maio de 2001): Conector para veículos táticos terrestres com rodas com sistemas de frenagem antitravamento
- STANAG 4406 A adoção de um padrão de mensagem militar baseado no padrão civil X.400[12]
- STANAG 4420 Exibir simbologia e cores para unidades marítimas da OTAN
- STANAG 4425 Uma maneira de determinar a intercambialidade de munições de fogo indireto; lista vários calibres de artilharia, incluindo 105 mm e 155 mm
- STANAG 4458 105 mm munição para armas de tanque rifled
- STANAG 4509 Especificação de desempenho técnico que prevê a intercambialidade de munições de 5,7x28 mm[13] Explosivos STANAG 4525, Propriedades Físicas / Mecânicas, Análise Termomecânica para Determinar o Coeficiente de Expansão Térmica Linear (TMA)
- STANAG 4529 Características de MODEMs de tom único para links de rádio HF com largura de banda de 1240 Hz
- STANAG 4545 (Edição 2, 6 de maio de 2013): Formato de imagens secundárias da OTAN (NSIF)
- STANAG 4559 (Edição 3, Alteração 2, 3 de agosto de 2016): Interface da Biblioteca de Reconhecimento de Vigilância de Inteligência Padrão da OTAN (NSILI)
- STANAG 4564 (Edição 1, 25 de outubro de 2007): Exibição de Carta Eletrônica de Navios de Guerra e Sistemas de Informação (WECDIS)
- STANAG 4565 (Edição 1, 26 de setembro de 2003): Receptor multimodo aerotransportado para aproximação e pouso de precisão
- STANAG 4569 Níveis de proteção para ocupantes de veículos blindados leves e logísticos[14]
- STANAG 4575 (Edição 4, 2 de dezembro de 2014): NATO Advanced Data Storage Interface (NADSI)
- STANAG 4579 A adoção de hardware padrão de Identificação de Amigo ou Inimigo que pode ser reconhecido e processado entre todas as nações da OTAN
- STANAG 4586 Interface padrão do sistema de controle não tripulado (UCS) para OTAN UAV interoperabilidade
- STANAG 4603 Padrões de arquitetura de modelagem e simulação para interoperabilidade técnica: Arquitetura de alto nível (HLA)
- STANAG 4607 (Edição 3, 14 de setembro de 2010): Formato do Indicador de Alvos Móveis Terrestres da OTAN (GMTIF)
- STANAG 4609 (Edição 4, 19 de dezembro de 2016): NATO Digital Motion Imagery Standard
- STANAG 4624 30x173mm munição de canhão automático
- STANAG 4626 Arquiteturas aviônicas modulares e abertas - Parte I - Arquitetura
- STANAG 4628 (Edição 1, 16 de março de 2011): Protocolos de rede de área do controlador (Can) para aplicações militares
- STANAG 4676 (Edição 1, 20 de maio de 2014): NATO Intelligence Surveillance Reconnaissance Tracking Standard (NITS)
- STANAG 4694 Trilho de acessórios NATO
- STANAG 4748 JANUS, usado para comunicação acústica subaquática
- STANAG 4774 Sintaxe do rótulo de confidencialidade
- STANAG 4778 Mecanismo de Ligação de Metadados
- STANAG 5066 A adoção de um Perfil para Comunicações de Dados de HF, suportando controle de erro de ARQ de Repetição Seletiva, e-mail HF e operação IP-over-HF
- STANAG 5516 Link 16 - ECM Resistant Tactical Data Exchange, um protocolo Tactical Data Link (TDL)
- STANAG 5518 Protocolo de Aplicações de Extensão de Alcance Conjunta (JREAP), um protocolo de Enlace de Dados Táticos (TDL)
- STANAG 5524 Padrões e perfis de interoperabilidade da OTAN, um catálogo de padrões de tecnologia de informação e comunicação relevantes
- STANAG 5602 Interface padrão para avaliação de link de plataforma militar (SIMPLE), um protocolo de link de dados tático (TDL)
- STANAG 6001 (Edição 4, 12 de outubro de 2010) Níveis de proficiência em idiomas
- STANAG 6004 Relatório de Meacon, Intrusão, Jamming e Interferência
- STANAG 6010 EW na batalha terrestre (ATP-51)
- STANAG 6022 (Edição 2, 22 de março de 2010): Adoção de uma Mensagem Meteorológica de Dados em Grade Padrão (METGM)
- STANAG 7023 (Edição 4, Alteração 1, 16 de junho de 2016): Formato de imagem primária da OTAN (NPIF)
- STANAG 7024 (Edição 2, 2 de agosto de 2001): Padrão de Gravador de Fita de Reconhecimento Aéreo de Imagens
- STANAG 7074 Digital Geographic Exchange Standard (DIGEST),
- STANAG 7141 (Edição 4, 20 de dezembro de 2006): Doutrina Conjunta da OTAN para a proteção ambiental durante atividades militares lideradas pela OTAN
- STANAG 7170 (Edição 2, 5 de novembro de 2010): Camadas Militares Adicionais (AML) - Produtos de dados geoespaciais digitais

## Rascunhos de STANAGs
- STANAG 4179 Um tipo de carregador de arma de fogo destacável proposto para padronização com base no carregador de rifle USGI M16.[15]
- STANAG 4181 Um tipo de clipe de stripper e ferramenta de guia usado para carregar revistas propostas para padronização com base nos clipes de stripper de rifle USGI M16 e ferramentas de guia.[15]